# Jungiella calcicola
Jungiella calcicola är en tvåvingeart som beskrevs av Vaillant 1972. Jungiella calcicola ingår i släktet Jungiella och familjen fjärilsmyggor. Inga underarter finns listade i Catalogue of Life.